# Société de natation de Strasbourg

La Société de natation de Strasbourg (SNS) est un club français de natation et de water-polo, fondé en 1901 et basé à Strasbourg. Il fait désormais partie du Team Strasbourg, entente SNS - ASPTT - PCS.
L'équipe fanion de water-polo évolue au sein du championnat de France élite.

## Water-polo
Dans les années 1950 et 1960, l'équipe première remporte cinq fois le championnat de France masculin (1958, 1959, 1960, 1961, 1963)
Pendant les années 2000, l'équipe masculine participe régulièrement au championnat de France élite, la première division française tandis que l'équipe féminine évolue en nationale 2.

### Saison 2018-2019

#### Ligue des champions
Au début de cette saison, les Strasbourgeois jouent les qualifications de la Ligue des Champions. 

##### 1er tour
Au 1er tour, à la Kibitzenau, le Team termine 2ème et se qualifie pour le second tour.
| Rang | Équipe                 | Pts | J | G | N | P | Bp | Bc | Diff |  | Résultats (▼ dom., ► ext.) |  |      |      |      |      |
| ---- | ---------------------- | --- | - | - | - | - | -- | -- | ---- |  | -------------------------- |  | ---- | ---- | ---- | ---- |
| 1    | PVK Jadran Herceg Novi | 12  | 4 | 4 | 0 | 0 | 0  | 0  | 0    |  | PVK Jadran                 |  | 11-5 | 10-8 | 17-6 | 25-5 |
| 2    | Team Strasbourg        | 9   | 4 | 3 | 0 | 1 | 0  | 0  | 0    |  | Team Strasbourg            |  |      | 10-8 | 12-6 | 16-5 |
| 3    | CN Terrassa            | 6   | 4 | 2 | 0 | 2 | 0  | 0  | 0    |  | CN Terrassa                |  |      |      | 12-9 | 19-3 |
| 4    | AZC Alphen             | 3   | 4 | 1 | 0 | 3 | 0  | 0  | 0    |  | AZC Alphen                 |  |      |      |      | 9-6  |
| 5    | Valletta               | 0   | 4 | 0 | 4 | 0 | 0  | 0  | 0    |  | Valletta                   |  |      |      |      |      |

##### 2e tour
Au second tour, en Hongrie, il termine 2e en perdant contre le favori du groupe et en battant les 2 autres clubs.
| Rang | Équipe          | Pts | J | G | N | P | Bp | Bc | Diff |  | Résultats (▼ dom., ► ext.) |  |      |      |      |
| ---- | --------------- | --- | - | - | - | - | -- | -- | ---- |  | -------------------------- |  | ---- | ---- | ---- |
| 1    | AN Brescia      | 9   | 3 | 3 | 0 | 0 | 0  | 0  | 0    |  | AN Brescia                 |  | 16-5 | 15-8 | 12-3 |
| 2    | Team Strasbourg | 6   | 3 | 2 | 0 | 1 | 0  | 0  | 0    |  | Team Strasbourg            |  |      | 9-6  | 10-4 |
| 3    | CSM Oradea      | 1   | 3 | 0 | 1 | 2 | 0  | 0  | 0    |  | CSM Oradea                 |  |      |      | 7-7  |
| 4    | ENKA Istanbul   | 1   | 3 | 0 | 1 | 2 | 0  | 0  | 0    |  | ENKA Istanbul              |  |      |      |      |

##### 3e tour
Il affronte en match aller-retour le Sport Management Verona. Il perd le match aller 10-4 à la Kibitzenau.

## Palmarès water-polo masculin
- 7 titres de champion de France : 1958, 1959, 1960, 1961, 1963[2], 2018 et 2019.